# نطاق امتصاص

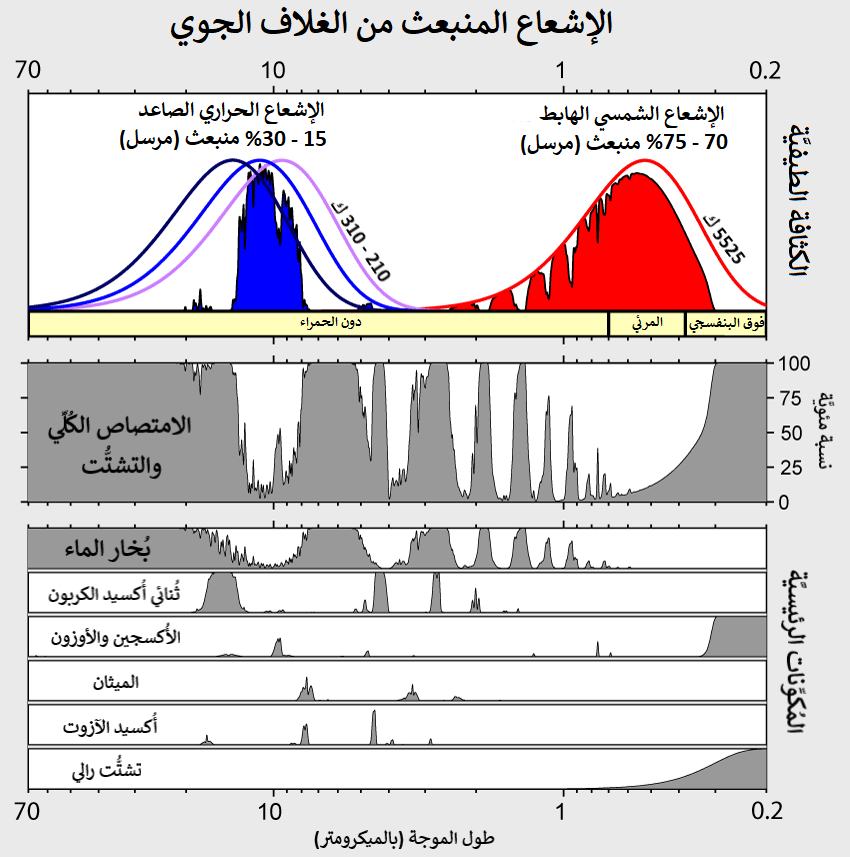

نطاق امتصاص أو شريط إمتصاص وفقًا لميكانيكا الكم، يمكن أن تحوز الذرات والجزيئات كميات محددة معروفة من الطاقة أو أن توجد في حالات محددة. عندما تبث ذرة أو جزيء مثل هذه الكميات من الإشعاع الكهرومغناطيسي أو تمتصها، فتغير طاقة الإشعاع حالة الذرة أو الجزيء من الحالة الأولية إلى الحالة النهائية. نطاق الامتصاص هو مدى من الأطوال الموجية أو الترددات أو الطاقات في الطيف الكهرومغناطيسي يتميز بانتقال محدد من الحالة الأولية إلى الحالة النهائية في المادة.

## نظرة عامة
وفقًا لميكانيكا الكم، يمكن أن تحوز الذرات والجزيئات كميات محددة معروفة من الطاقة أو أن توجد في حالات محددة. عندما تمتص ذرة أو جزيء الإشعاع الكهرومغناطيسي، فتغير طاقة الإشعاع حالة الذرة أو الجزيء من الحالة الأولية إلى الحالة النهائية. عدد الحالات عدد صحيح في نطاق معين من الطاقة في الأنظمة الغازية أو الأنظمة المخففة، بمستويات طاقة منفصلة. أما الأنظمة المكثفة مثل المواد السائلة أو الصلبة، فلها توزيع متصل من كثافة الحالات وغالبًا ما يكون لها نطاق متصل من الطاقة. فلكي تغير مادة طاقتها، يجب عليها أن تفعل ذلك في سلسلة من «الخطوات» عبر امتصاص فوتونًا. يمكن لعملية الامتصاص هذه أن تحرك جسيمًا مثل الإلكترون من مستوىً مشغول إلى مستوى فارغ أو غير مشغول. يمكنه أيضًا أن يحرك نظامًا اهتزازيًا أو دوارًا كاملًا، مثل الجزيء، من حالة اهتزازية أو دائرية إلى حالة أخرى، أو يمكنه أن يخلق شبه جسيم مثل الفونون أو البلازمون في المادة الصلبة.

## انتقالات كهرومغناطيسية
يختفي المجال المغناطيسي للفوتون عند امتصاصه لأنه يُحدث تغيرًا في النظام الذي امتص الفوتون. ينتقل من الفوتون إلى النظام كل من الطاقة والزخم والزخم الزاوي وعزم ثنائي القطب المغناطيسي وعزم ثنائي القطب الكهربي. وفقًا لقوانين البقاء التي يجب مراعاتها، تخضع عملية الانتقال إلى سلسلة من القيود. يؤدي هذا إلى سلسلة من قواعد الاختيار. فليس من الممكن أن يحدث أي انتقال يقع في نطاق الطاقة أو نطاق التردد الملحوظ.
تتحدد قوة عملية الامتصاص الكهرومغناطيسي بعاملَين غالبًا. من المهم أن ندرك أولًا أن الانتقالات التي تغير فقط من عزم ثنائي القطب المغناطيسي للنظام، أضعف كثيرًا من الانتقالات التي تغير عزم ثنائي القطب الكهربي والانتقالات الحادثة لعزم ذي درجة أعلى، مثل انتقالات رباعي القطب، أضعف من انتقالات ثنائي القطب. ثانيًا، ليست لكل الانتقالات نفس عنصر انتقال المصفوفة أو معامل الامتصاص أو قوة التذبذب.
تلعب درجة الحرارة والميكانيكا الإحصائية دورًا هامًا في بعض الأنواع من النطاقات أو الأنظمة الطيفية. في نطاق الأشعة تحت الحمراء (البعيدة) والميكرووية والراديوية، تحدد شدةَ الامتصاصات المشاهَدة الأعداد الشاغلة التي تعتمد على درجة الحرارة للحالات والفرق بين إحصاء بوز- أينشتاين وإحصاء فيرمي- ديراك. بالنسبة لنطاقات الطاقة الأخرى، قد يحدد عرضَ الخط تأثيراتُ الحركة الحرارية مثل اتساع دوبلر.

## شكل النطاق والخطوط
هناك مجموعة متنوعة من أشكال الخطوط ونطاقات الامتصاص، ويمكن أن يُستخدم تحليل شكل النطاق أو الخط لتجميع معلومات عن النطاق الذي يسببه. في عدة حالات، يكون ملائمًا أن نفترض أن خطًا طيفيًا ضيقًا هو لورنتزي أو جاوسي، وفقًا لآلية الانحلال أو تأثيرات درجات الحرارة مثل اتساع دوبلر، على الترتيب. قد يسفر تحليل الكثافة الطيفية والشدة وشكل خطوط الطيف وعرضها عن العديد من المعلومات بشأن النظام المشاهد كما يحدث في أطياف موسباور.
لا نستطيع دائمًا تمييز مستويات الطاقة المنفصلة في طيف الامتصاص في الأنظمة التي تحتوي على عدد كبير من الحالات مثل الجزيئات الضخمة والأنظمة المترافقة الكبيرة. إذا ما عُلمت آلية اتساع الخط وكان شكل الكثافة الطيفية ظاهرًا بوضوح في الطيف، يمكننا حينها الحصول على البيانات التي نرغب فيها. أحيانًا يكفي معرفة موقع النطاق أو حدوده العليا والسفلى من أجل التحليل.